# ذحيض (الشعر)
- وتعتبر مركز عزلة العبس

تعديل مصدري - تعديل

ذحيض هي إحدى قرى عزلة العبس بمديرية الشعر التابعة لمحافظة إب، بلغ تعداد سكانها250 نسمة حسب تعداد اليمن لعام2016.